# Metamorpha stelenes
Metamorpha stelenes is een vlinder uit de familie Nymphalidae. De wetenschappelijke naam is gepubliceerd in 1758 door Carl Linnaeus in de tiende editie van Systema naturae. 